# 萊姆克里克 (明尼蘇達州)
萊姆克里克（英語：Lime Creek）是位於美國明尼蘇達州莫雷縣貝爾法斯特鎮區的一個非建制地區。

## 歷史
萊姆克里克的郵局於1889年成立，其後於1971年停運。此地得名自附近同名的溪。

## 地理
萊姆克里克所處的海拔為高於海平面454米（即1489英呎），而該地所採用的時區為UTC-6，即北美中部時區（CST）。同時該地設有夏令時間，為UTC-6調快一小時，即UTC-5（CDT）。